# Virtual Colossus

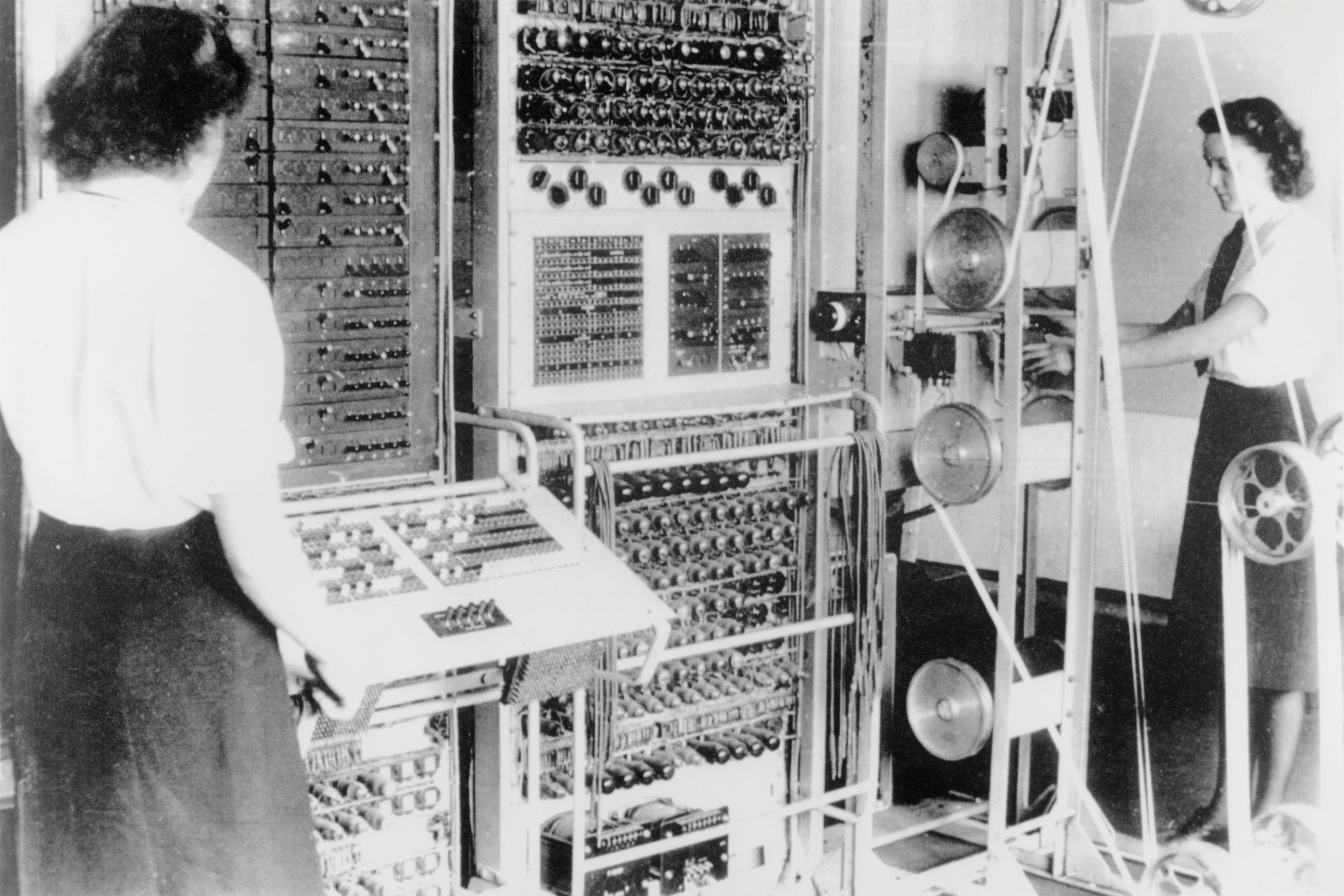
Der echte Colossus von 1943, hier bedient von zwei Wrens.

Virtual Colossus (deutsch „Virtueller Colossus“) ist eine englischsprachige Website, die sich mit der virtuellen Nachbildung der echten kryptanalytischen „Knackmaschine“, genannt Colossus (Bild), aus dem Jahr 1943 befasst. Er gilt als weltweit erster Elektronenrechner.
Entwickelt wurde Colossus während des Zweiten Weltkriegs im englischen Bletchley Park (B.P.). Zweck war den deutschen „Schlüssel-Zusatz“ (SZ 40 und SZ 42), von den Briten zumeist als Lorenz machine bezeichnet, zu brechen. Dabei handelte es sich um eine Rotor-Chiffriermaschine, die die Wehrmacht zur Verschlüsselung ihrer Fernschreiben einsetzte. Nach dem Krieg wurde alle Colossi zerstört und die Konstruktionspläne sowie sonstige Informationen dazu vernichtet.

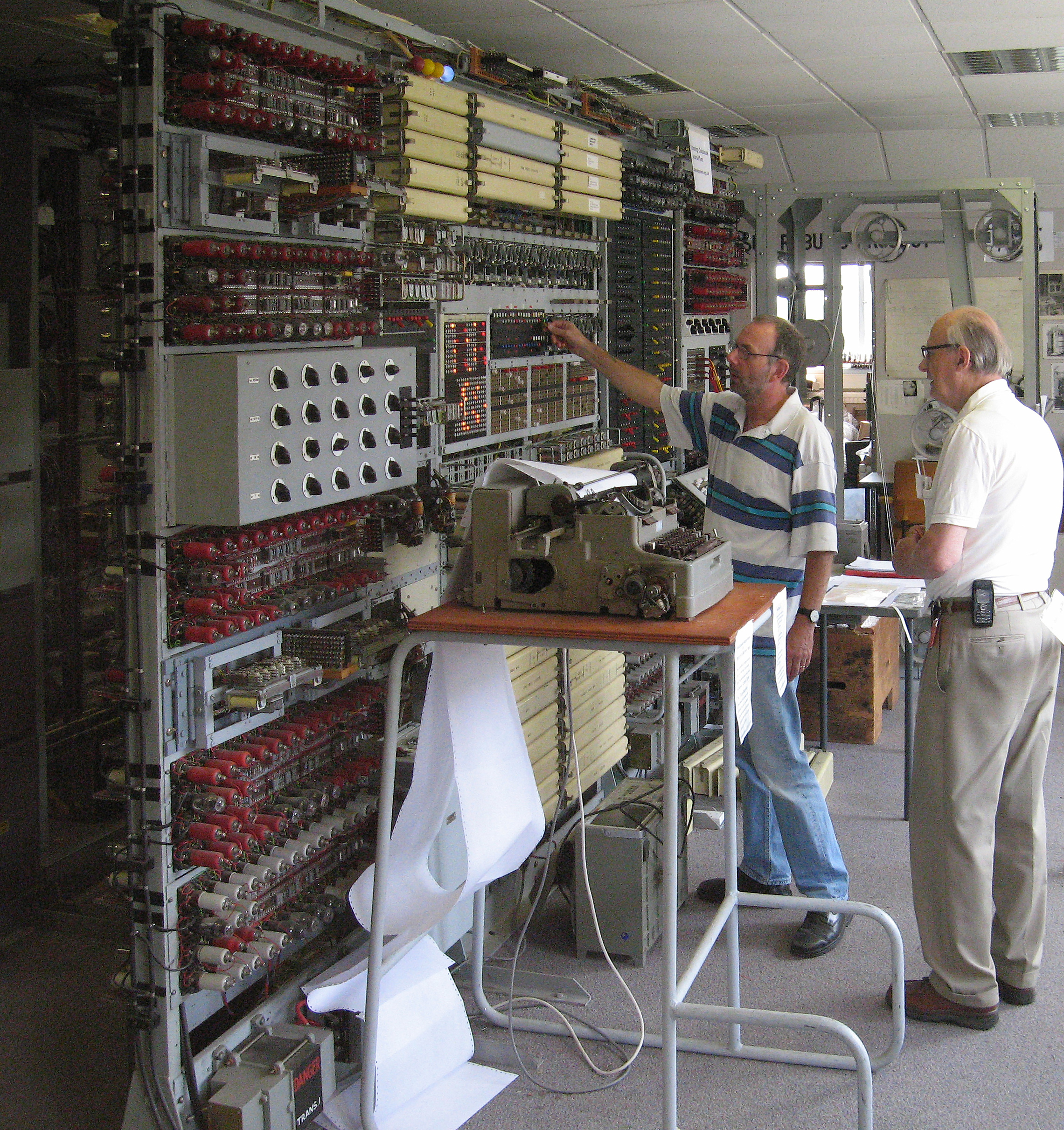
Tony Sale (rechts) neben dem Colossus-Nachbau (2006)

Im Jahr 1992 begann der britische Elektroingenieur, Softwareentwickler und Historiker Tony Sale (1931–2011) damit, einen Nachbau des originalen Colossus herzustellen. Dazu rief er das Colossus Rebuild Project („Colossus-Wiederaufbau-Projekt“) ins Leben. Die Wiedererstellung gelang ihm zusammen mit seinem Team nach mehrjähriger intensiver Arbeit. Am 6. Juni 1996 glückte der erste erfolgreiche Probelauf des nachgebauten Colossus. Er ist im The National Museum of Computing (TNMOC) öffentlich zu besichtigen.
Darüber hinaus hatte Tony Sale im Jahr 2001 auch ein Computerprogramm als virtuelle Version des Colossus geschrieben, das allerdings auf heutigen Betriebssystemen kaum noch lauffähig ist. Um Tony Sales Leistungen zu würdigen und zu erhalten und seiner Person zu gedenken, hat Martin Gillow im Jahr 2016 eine neue Version des virtuellen Colossus geschrieben und diese im Jahr 2020 zu einer realitätsnahen 3D‑Simulation erweitert. Damit kann jedermann frei den Colossus selbst erleben, bedienen und sogar verschlüsselte Lorenz-Fernschreiben mit dessen Hilfe entziffern.
Auf der Website werden, außer dem Virtual Colossus selbst, noch weitere Simulationen angeboten, beispielsweise Virtual Lorenz SZ40/42 (Lorenz-Schlüsselmaschine), Virtual Bombe (Turing-Bombe), Virtual Enigma (Enigma), Virtual Hagelin M‑209 (M‑209) und Virtual Typex (Typex).